# Nghĩa Chánh
Nghĩa Chánh là một phường thuộc thành phố Quảng Ngãi, tỉnh Quảng Ngãi, Việt Nam.
Phường Nghĩa Chánh có diện tích 4,04 km², dân số năm 2001 là 11.385 người, mật độ dân số đạt 2.818 người/km².